# Звежин (гміна)
Гміна Звежин (пол. Gmina Zwierzyn) — сільська гміна у північно-західній Польщі. Належить до Стшелецько-Дрезденецького повіту Любуського воєводства.
Станом на 31 грудня 2011 у гміні проживало 4437 осіб.

## Площа
Згідно з даними за 2007 рік площа гміни становила 100.98 км², у тому числі:
- орні землі: 73.00%
- ліси: 12.00%

Таким чином, площа гміни становить 8.09% площі повіту.

## Населення
Станом на 31 грудня 2011:
| Опис     | Загалом | Загалом | Чоловіки | Чоловіки | Жінки | Жінки |
| -------- | ------- | ------- | -------- | -------- | ----- | ----- |
| одиниця  | осіб    | %       | осіб     | %        | осіб  | %     |
| все      | 4437    | 100     | 2208     | 49.76    | 2229  | 50.24 |
| міське   | 0       | 100     | 0        |          | 0     |       |
| сільське | 4437    | 100     | 2208     | 49.76    | 2229  | 50.24 |

## Сусідні гміни
Гміна Звежин межує з такими гмінами: Дрезденко, Санток, Старе Курово, Стшельце-Краєнське.